# Адмиралтейский район
Адмиралте́йский райо́н — административно-территориальная единица Санкт-Петербурга. Расположен в центральной части города на левом берегу реки Невы.

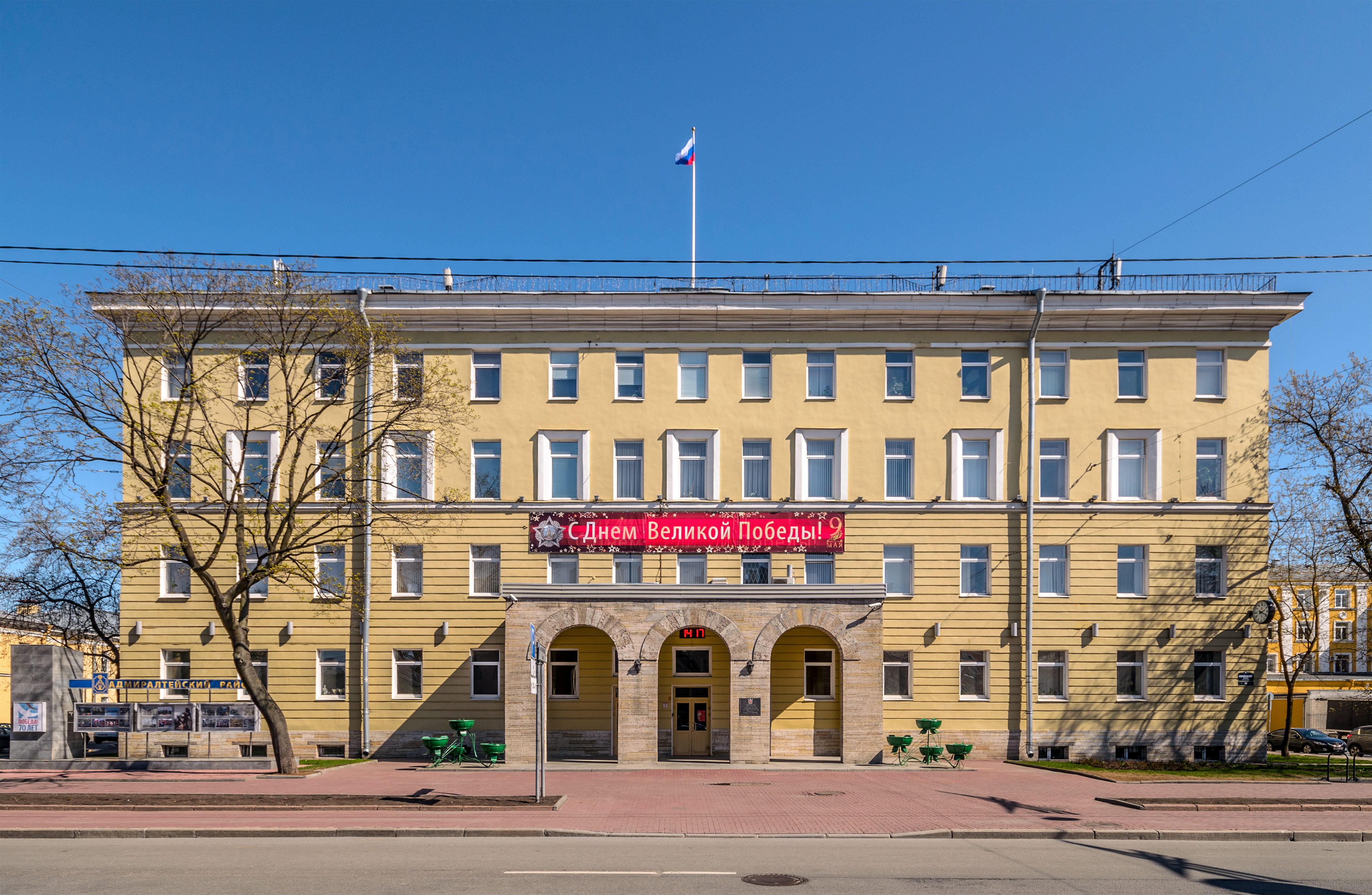
Здание Администрации района

## География
Граничит с районами:
- Кировским — по оси продолжения Малой Митрофаньевской улицы до западной полосы отвода Балтийской железной дороги, далее по указанной полосе отвода на север, затем по границе заводов «Баррикада» и ЖБИ по границе территории психдиспансера, по пешеходной дорожке на юго-запад, далее по оси разъезда между зданием станции метро «Нарвская» и домом № 54 по Старо-Петергофскому проспекту, по северной стороне трамвайных путей площади Стачек, затем по оси улицы Перекопской Сутугина моста, по оси реки Таракановка, по оси реки Екатерингофка, исключая остров Малый Резвый, по оси реки Большая Нева;
- Московским — по оси Обводного канала от западной стороны полосы отвода Витебской железной дороги, на юг по оси Московского проспекта, на запад по оси улицы Малой Митрофаньевской и её продолжения до восточной стороны полосы отвода Балтийской железной дороги;
- Фрунзенским — по оси Обводного канала от Рузовского моста и выходит на пересечение улиц Константина Заслонова и Рузовской;
- Василеостровским — по оси реки Большая Нева до оси Дворцового моста;
- Центральным — от оси реки Большая Нева, по оси Дворцового моста, Дворцового проезда, Адмиралтейского проспекта, улицы Гороховой, далее на северо-восток по оси реки Фонтанки до створа улицы Бородинской, затем по оси улицы Бородинской до Загородного проспекта, далее граница идет на юго-запад по оси Загородного проспекта, затем по оси улицы Звенигородской, далее на юго-запад по оси улицы Константина Заслонова и на юг до оси Обводного канала.

Территорию района пересекают с востока на запад река Мойка, канал Грибоедова, река Фонтанка, Обводный канал, а также Садовая улица, а с севера на юг — две лучевых магистрали, протянувшиеся от Адмиралтейства — Гороховая улица и Вознесенский проспект, его продолжение Измайловский проспект, а также Московский, Лермонтовский и Старо-Петергофский проспекты.
Большая часть территории района, между Большой Невой и Фонтанкой, входит в историческое ядро Петербурга, планировка которой сложилась, главным образом, в первой половине XVIII века.
Планировка части района между Фонтанкой и Обводным каналом сформировалась во второй половине XVIII века, а части района к югу от Обводного канала, вошедшей в городскую черту лишь в начале XIX века, — только во второй половине XIX века.
Историческое разделение района:
- Коломна — территория, ограниченная реками Мойкой, Фонтанкой и Крюковым каналом;
- Измайловские роты — территория между Обводным каналом и Московским проспектом — 1-10-я Красноармейские улицы;
- Семенцы — территория между Технологической площадью, Витебским вокзалом и Обводным каналом;
- Промышленная часть — между Фонтанкой и Обводным каналом и к югу от Обводного канала, вблизи рек Екатерингофки и Таракановки.

Связь с другими районами города:
- Адмиралтейский — Василеостровский — Благовещенский мост.
- Адмиралтейский — Кировский — Нарвский проспект, улицы Розенштейна и Шкапина.
- Адмиралтейский — Московский — Митрофаньевское шоссе, Московский проспект.
- Адмиралтейский — Фрунзенский — Рузовский мост.

## История
Район образован 11 марта 1994 года в результате объединения Ленинского и Октябрьского районов. При этом до настоящего времени на территории района существуют Ленинский и Октябрьский районные суды.

## Население
| 2002     | 2009     | 2010     | 2012     | 2013     | 2014     | 2015     |
| -------- | -------- | -------- | -------- | -------- | -------- | -------- |
| 187 837  | ↘169 489 | ↘157 897 | ↗160 980 | ↗161 298 | ↗172 704 | ↘170 361 |
| 2016     | 2017     | 2018     | 2019     | 2020     | 2021     | 2023     |
| ↘162 887 | ↗163 785 | ↘163 591 | ↘161 911 | ↘159 795 | ↘158 253 | ↘155 981 |
| 2024     | 2025     |          |          |          |          |          |
| ↘154 222 | ↗154 424 |          |          |          |          |          |

Национальный состав
По итогам переписи населения 2020 года проживали следующие национальности (национальности менее 0,1 % и другое см. в сноске к строке «Другие»):
| Национальность | Численность, чел. | Доля     |
| -------------- | ----------------- | -------- |
| Русские        | 129 169           | 81,62 %  |
| Украинцы       | 945               | 0,60 %   |
| Азербайджанцы  | 646               | 0,41 %   |
| Татары         | 593               | 0,37 %   |
| Евреи          | 519               | 0,33 %   |
| Армяне         | 444               | 0,28 %   |
| Узбеки         | 443               | 0,28 %   |
| Таджики        | 430               | 0,27 %   |
| Белорусы       | 419               | 0,26 %   |
| Грузины        | 404               | 0,26 %   |
| Казахи         | 226               | 0,14 %   |
| Башкиры        | 186               | 0,12 %   |
| Киргизы        | 161               | 0,10 %   |
| Другие         | 23 668            | 14,96 %  |
| Итого          | 158 253           | 100,00 % |

## Внутригородские муниципальные образования
В границах Адмиралтейского района Санкт-Петербурга располагаются 6 внутригородских муниципальных образований со статусом муниципальных округов:
| № | Флаг | Герб | Статус ВМО | Название ВМО         | Дата присвоения | Бывшее № название | Площадь, км² | Население, чел. (2025 г.) |
| - | ---- | ---- | ---------- | -------------------- | --------------- | ----------------- | ------------ | ------------------------- |
| 1 |      |      | мун. округ | Коломна              | 05.02.1999      | МО № 1            | 1,89         | ↗33 543                   |
| 2 |      |      | мун. округ | Сенной округ         | 12.03.2001      | МО № 2            | 1,10         | ↘20 342                   |
| 3 |      |      | мун. округ | Адмиралтейский округ | 02.06.2000      | МО № 3            | 2,10         | ↗23 971                   |
| 4 |      |      | мун. округ | Семёновский          | 19.05.2008      | МО № 4            | 1,66         | ↘22 109                   |
| 5 |      |      | мун. округ | Измайловское         | 12.03.2001      | МО № 5            | 3,19         | ↗32 761                   |
| 6 |      |      | мун. округ | Екатерингофский      | 20.10.2010      | МО № 6            | 3,05         | ↗21 698                   |

## Транспорт

### Вокзалы

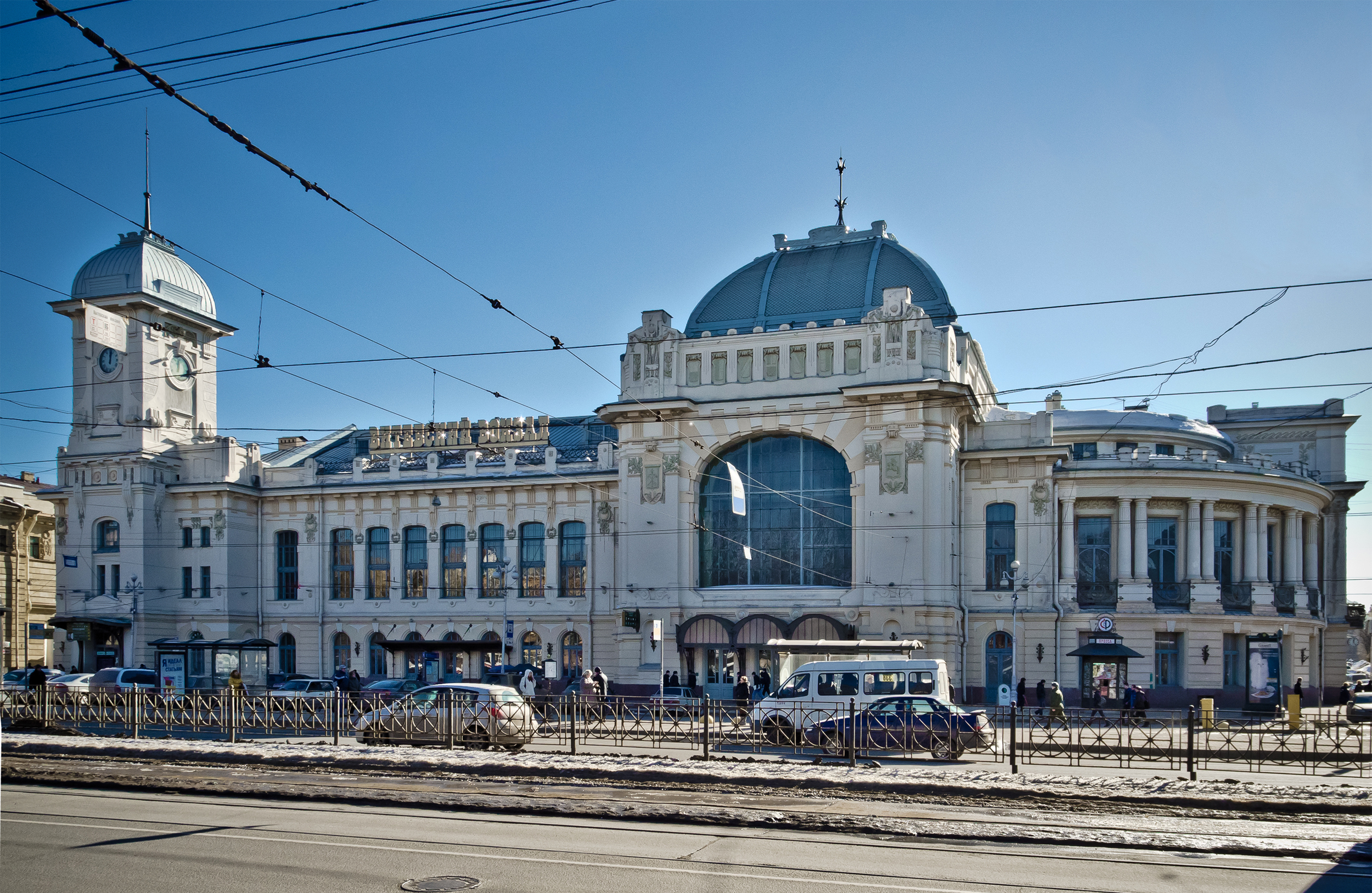
Фасад Витебского вокзала

Сегодня в Адмиралтейском районе находятся два действующих железнодорожных вокзала:
- Балтийский вокзал — на набережной Обводного канала;
- Витебский вокзал — на Загородном проспекте.

Строительство первой российской железной дороги «Санкт-Петербург — Павловск» началось с Адмиралтейского района, от самого старого в России Царскосельского вокзала, впоследствии перестроенного и переименованного в Витебский вокзал. До недавнего времени на территории располагался третий, Варшавский вокзал, но в 2001 году здание вокзала было закрыто на реконструкцию. После окончания работ в здании открыт торгово-развлекательный комплекс «Варшавский экспресс», в 2022 году заменён фуд-моллом «Vokzal 1853» .На путях станции СПб-Варшавский была развёрнута экспозиция Музея железнодорожной техники имени В. В. Чубарова, но в 2016 году экспозиция подвижного состава переезжает в новые корпуса возле Балтийского вокзала. Большинство зданий на территории станции СПб-Варшавский, пути станции и прилегающая промзона были разрушены в 2013 году. Территория застраивается жилыми комплексами. Из существовавших ранее зданий - осталось здание вокзала (ныне фуд-молл), два пакгауза и водонапорная башня.

### Станции метро

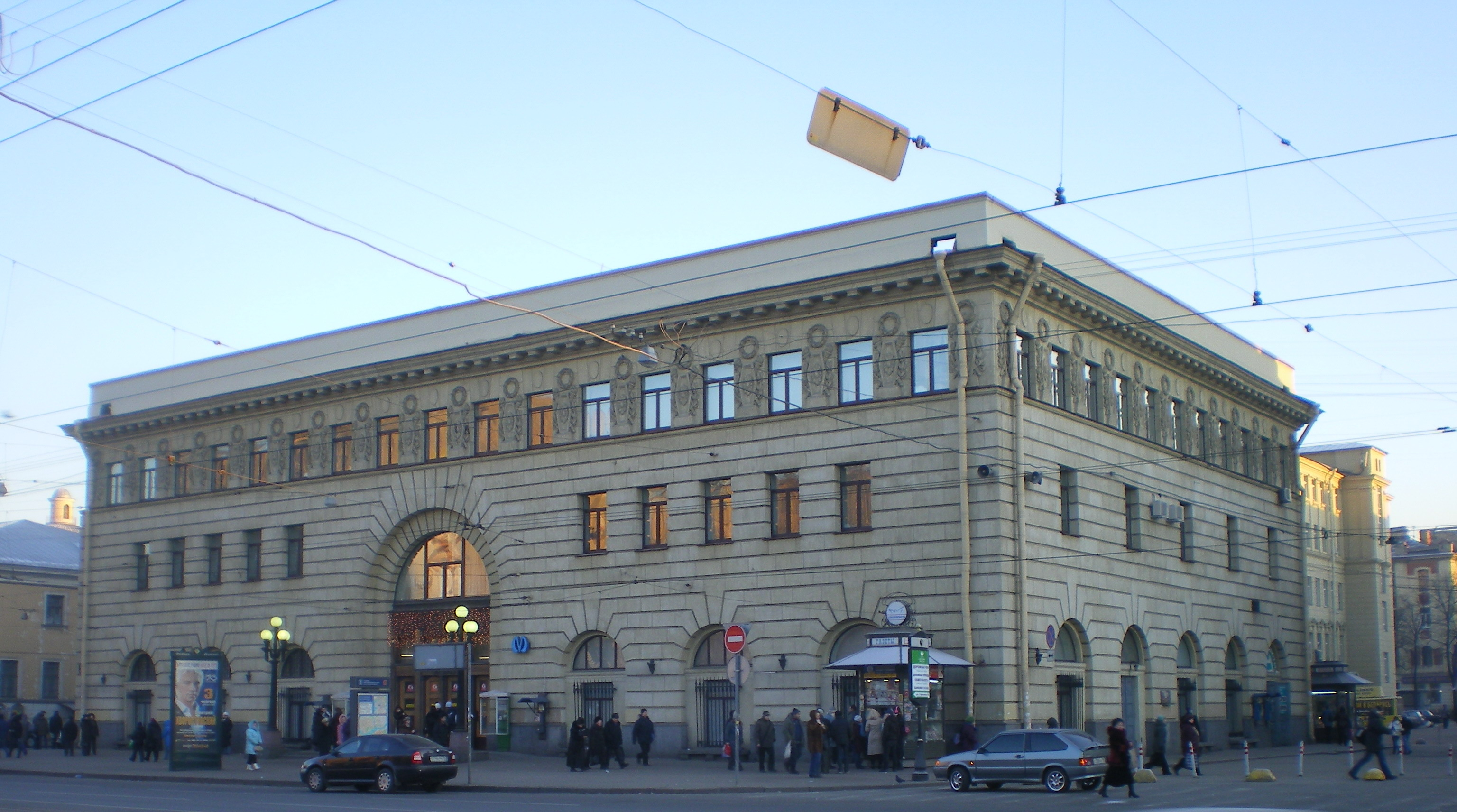
Вестибюль станции Пушкинская

В районе проходят части 1 линии, 2 линии, 4 линии и 5 линии Петербургского метрополитена.
Станции, находящиеся в границе района (с севера на юг):
| Линия 1 (КВЛ)                                  | Линия 2 (МПЛ)                                       | Линия 4 (ЛПЛ)                 | Линия 5 (ФПЛ)          |  |
| ---------------------------------------------- | --------------------------------------------------- | ----------------------------- | ---------------------- |  |
| Пушкинская Технологический институт Балтийская | Сенная площадь Технологический институт Фрунзенская | Театральная строится Спасская | Садовая Звенигородская |  |

Адмиралтейская хоть и названа в честь района, но находится в Центральном районе.
См. также: Список станций Петербургского метрополитена

### Основные транспортные магистрали
Загородный, Московский, Лермонтовский, Вознесенский, Измайловский, Старо-Петергофский, Рижский проспекты, Садовая, Гороховая улицы.
В отличие от других районов города в Адмиралтейском районе нет одной-двух общих для всего района главных улиц. В каждой части района есть свои основные транспортные магистрали, которые, вместе с тем, являются центрами сосредоточия торговли.

## Экология
Хотя Адмиралтейский район считается промышленным, за последнее время экологическая обстановка в нём несколько улучшилась. Основная причина заключается в том, что многие промышленные предприятия района не работают на полную мощность, часть предприятий находится в состоянии банкротства.
В районе расположены зеленые массивы садов Олимпия (между Клинским и Малодетскосельским проспектами), Измайловский сад (на Измайловском проспекте),  Парк "Екатерингоф", Юсуповский сад, Никольский сад, Александровский сад и несколько скверов.
Район лидирует по выбросу летучих органических соединений (35,4 % от общегородских выбросов). АООТ «Красный треугольник» исторгает из себя 22,5 % выбросов этих вредных веществ.
Сильно загрязнены почвы района. Максимальная по городу концентрация веществ I класса опасности — кадмия и цинка. Также в них чрезвычайно высоко содержание свинца и ртути.

## Промышленность
Адмиралтейский район входит в пятерку наиболее промышленно развитых районов.

### Промышленные предприятия
«Адмиралтейские верфи» — судостроительный завод;
ЦКБ МТ «Рубин» — конструкторское бюро, занимающееся проектированием подводных лодок;
«Петрошина» — шинный завод;
«Веретено» — текстильная фабрика;
Завод «Продмаш»;
«Пивоваренный завод им. Степана Разина»;
«Метрострой»;
«Гознак»;
Завод подъемно-транспортного оборудования и др.

## Наука и образование
Высшие учебные заведения:
Технологический институт (Технический университет);
Санкт-Петербургский университет управления и экономики;
Университет аэрокосмического приборостроения;
Университет технологии и дизайна;
Университет телекоммуникаций им.проф. М. А. Бонч-Бруевича;
Технологическая академия;
Университет путей сообщения;
Архитектурно-строительный университет;
Балтийский государственный технический университет «Военмех»;
Национальный государственный университет физической культуры, спорта и здоровья имени П. Ф. Лесгафта;
Высшее военно-морское училище;
Морской технический университет;
Санкт-Петербургский государственный институт культуры; Санкт-Петербургская Академия Следственного Комитета; Санкт-Петербургский государственный архитектурно-строительный университет.

## Научно-исследовательские учреждения
НИИ растениеводства имени Н. И. Вавилова;
НИИ защиты растений;
НИИ метрологии имени Д. И. Менделеева;
НИИ синтетического каучука имени Лебедева, НИИ уха, горла, носа и речи (СПб НИИ ЛОР)

## Памятники истории и архитектуры
Архитектурный облик района сложился, в основном, к середине XIX века. Здесь работали выдающиеся архитекторы: К. Росси, О. Монферран, Д. Кваренги, А. Штакеншнейдер, А. Захаров и многие другие. Ансамбли и отдельные памятники, созданные этими творцами, являются украшением города: Исаакиевский собор, Сенат и Синод, Новая Голландия, Юсуповский и Мариинский дворцы. Невозможно представить облик района без памятников монументальной скульптуры: Петру I, Николаю I, Н. А. Римскому-Корсакову, М. И. Глинке и др. Практически половина района вошла в охранную зону Петербурга.
Адмиралтейский р-н известен своими памятниками истории и культуры далеко за пределами России. Знаменитый «Медный всадник» стал символом Петербурга.

## Культура и отдых
Учреждения культуры и искусства:
Консерватория им. Н. А. Римского-Корсакова;
Мариинский Театр  (бывший в советские годы,  Театром оперы и балета им. С. М. Кирова );
Дворец просвещения;
Центральный выставочный зал;
Русское географическое общество;
Музеи железнодорожного транспорта, связи, музыкальных инструментов;
Дворцы и дома культуры и отдыха;
Дома творчества художников, композиторов, архитекторов.
На Екатерингофском острове, ограниченном реками Таракановкой, Екатерингофкой и Бумажным каналом, на месте загородной усадьбы (созданной ещё Петром I для Екатерины), расположен большой зелёный массив, 27 гектаров-  Екатерингофский парк (название в советские годы - "Парк им. 30-летия Комсомола") . В парке созданы спортивные стадионы и площадки, лодочная станция на прудах и другие сооружения. К парку близко подходят трамвайные и троллейбусные линии, а также станция метрополитена «Нарвская», что делает его важным местом отдыха для жителей Адмиралтейского и Кировского районов.